# Адам Павліковський
Адам Павліковський (пол. Adam Pawlikowski; 21 листопада 1925, Варшава — 17 січня 1976, Варшава) — польський кіноактор, журналіст, кінознавець, музикознавець, композитор і музикант — віртуоз гри на зозулі.

## Біографія
Адам Павліковський народився у Варшаві. У роки війни з фашистською Німеччиною знаходився в рядах Армії крайової. Поранений в перший день Варшавського повстання, був узятий в полон військами вермахту і ув'язнений в німецький табір для офіцерів в Мурнау-ам-Штаффельзее. Після звільнення з полону він проживав в Італії і там же почав вивчати медицину, однак в 1947 перервав навчання і повернувся до Польщі. Після повернення в країну він навчався на музикознавця, був кіно- і музичним критиком, а пізніше і кіноактором.
В останній період життя у нього був біполярний афективний розлад, що заважало роботі, жив у злиднях.
Наклав на себе руки, вистрибнувши з вікна своєї варшавської квартири на дев'ятому поверсі.

## Вибрана фільмографія
- 1957 — Канал / Kanał
- 1958 — Попіл і діамант / Popiół i diament
- 1959 — Косооке щастя / Zezowate szczęście
- 1959 — Льотна
- 1958 — / Pożegnania
- 1960 — / Do widzenia, do jutra
- 1961 — Дорога на захід / Droga na zachód
- 1962 — Мій старина / Mój stary
- 1962 — Про тих двох, котрі вкрали місяць
- 1963 — Дівчина з банку / Zbrodniarz i panna
- 1965 — Рукопис, знайдений у Сарагосі — дон Педро Узедом, каббалист
- 1966 — Де третій король?
- 1966 — Пекло і небо
- 1967 — Ставка більша за життя
- 1970 — Дятел / Dzięcioł
- 1970 — Польський альбом